# Disporella
Disporella är ett släkte av mossdjur som beskrevs av Gray 1848. Disporella ingår i familjen Lichenoporidae.
Släktet Disporella indelas i:
- Disporella alaskensis
- Disporella alboranensis
- Disporella astraea
- Disporella borgi
- Disporella boutani
- Disporella bullata
- Disporella buski
- Disporella buskiana
- Disporella canaliculata
- Disporella clypeiformis
- Disporella complicata
- Disporella compta
- Disporella cookae
- Disporella crassa
- Disporella cristata
- Disporella densiporoides
- Disporella fimbriata
- Disporella harmeri
- Disporella hispida
- Disporella humilis
- Disporella julesi
- Disporella minima
- Disporella novaehollandiae
- Disporella octoradiata
- Disporella ovoidea
- Disporella pila
- Disporella piramidata
- Disporella plumosa
- Disporella porosa
- Disporella pristis
- Disporella robusta
- Disporella sacculus
- Disporella separata
- Disporella sibogae
- Disporella smitti
- Disporella spinulosa
- Disporella stellata
- Disporella tridentata
- Disporella wanganuiensis
- Disporella violacea
- Disporella zurigneae